# Metrosexuál
Metrosexuál je označení pro muže, který se vyznačuje důkladnou úpravou a péčí o svůj zevnějšek, investuje mnoho času i prostředků do svého oblečení, kosmetiky, případně návštěv posiloven a solárií apod.

## Původ termínu

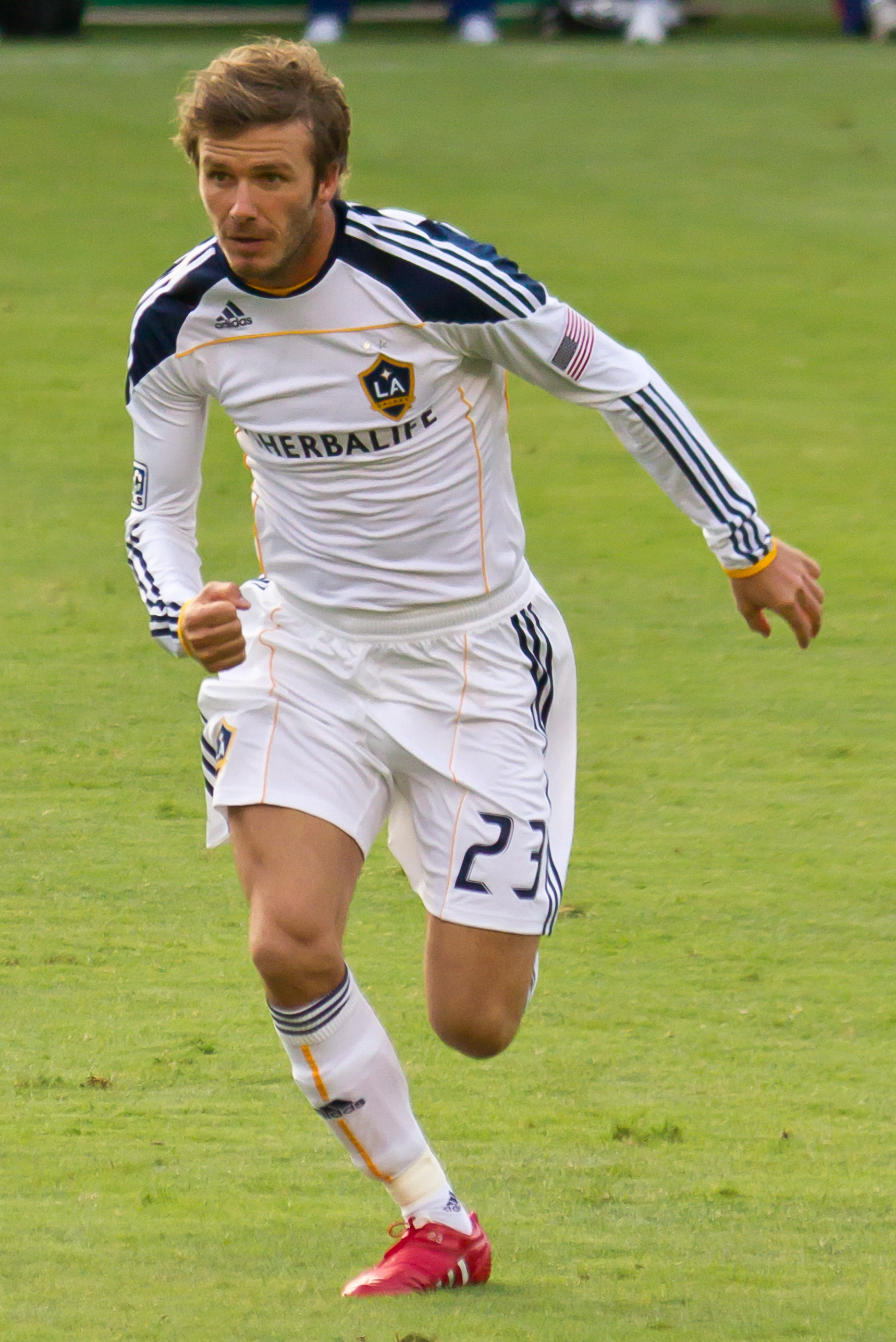
David Beckham, představený Markem Simpsonem jako prototyp metrosexuála

Termín vznikl složením ze slov metropolitní a heterosexuál. S neologismem metrosexuál přišel v roce 1994 britský novinář Mark Simpson, který jej použil 15. listopadu 1994 ve svém článku „Here Come the Mirror Men: Why The Future is Metrosexual“ pro deník The Independent. Popsal tak trend v chování mužů, novodobých dandyů.
Podle Simpsona jde o atraktivního mladého muže, svobodného a s vyššími příjmy, který o sebe s oblibou pečuje, nosí značkové oblečení a obvykle žije i pracuje ve velkých městech.
V širší známost vešel termín poté, co mu Simpson 22. července 2002 věnoval článek „Meet the Metrosexual“ na serveru Salon.com. V něm uvedl jako zářný příklad známého metrosexuála anglického fotbalistu a modela Davida Beckhama.

## Spornosexuál

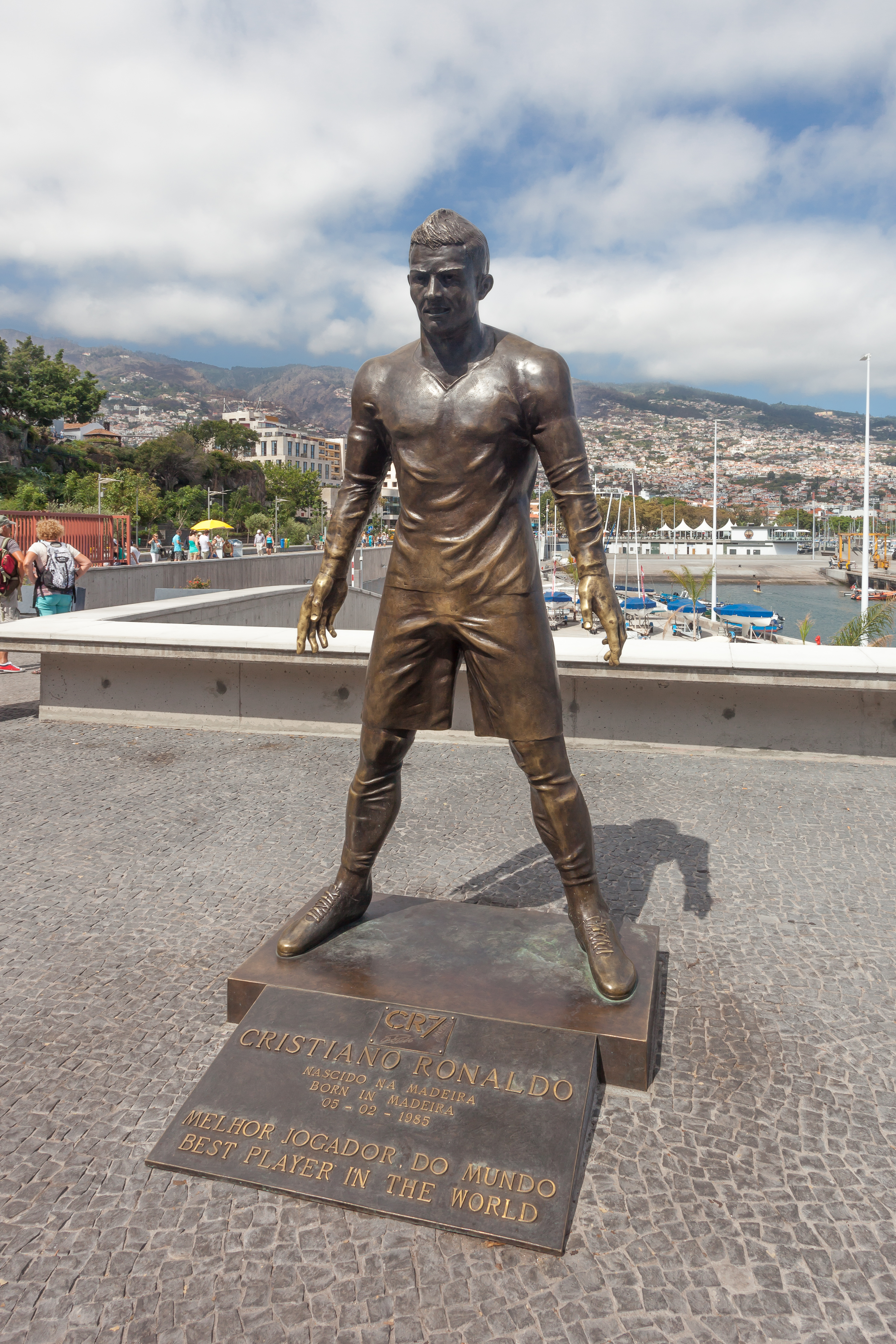
Socha Cristiana Ronalda, označovaného za spornosexuální idol

S odstupem dvaceti let od publikování prvního článku, v červnu 2014 šel Mark Simpson v popisu trendů ještě dál. Ve svém článku pro britský deník The Telegraph s názvem přeložitelným jako „Metrosexuál je mrtev. Ať žije spornosexuál“ psal o dalším vývoji.
Už v roce 2006 pro magazín Out popsal spojení sportu a pornografie termínem sporno. O sportovcích jako David Beckham, Fredrik Ljungberg, Alan Smith, Cristiano Ronaldo, Joe Cole či Kaká tehdy psal, že v „postmetrosexuálním světě“, stále více ovlivněném a provázaném s pornografií, „aktivně usilují o status sexuálního objektu“. „Jinými slovy“, psal Simpson, „nejsou jen sportovními hvězdami, ale sporno hvězdami“. Sporno je dle Simpsona postmetrosexuální estetika užívaná ve sportu a reklamě k „prodeji“ mužského těla publiku. Dříve provokující metrosexualita se už stala příliš „normální“, a tak se pro upoutání pozornosti přichází s téměř pornografickým příslibem dokonale upravených, naleštěných a vypracovaných těl inzerujících např. spodní prádlo. Autor to vyjádřil bonmotem, že „reklamy připomínají scénu, kdy sport vlezl do postele s pornem a Armani je u toho fotil“.
Sportovci už své tělo nepovažují jen za nástroj pro svůj sportovní výkon, ale považují si jeho estetické hodnoty, vystavují ho na odiv na obálkách časopisů a tím provokují své fanoušky. Přenosem těchto charakteristik od „spornohvězd“ mezi mužské publikum se tak v roce 2014 už dalo – podle Simpsona – mluvit o nové generaci metrosexuála, jímž se stal spornosexuál. Heterosexuální muži si osvojili produkty, praktiky a potěšení, jaké byly dříve vyhrazeny ženám či gayům, a to i do větší míry, než by uvítaly starší generace metrosexuálů. „S jejich pečlivě vypracovanými a vyrýsovanými těly, svaly zvýrazňujícími tetováními, piercingy, upravenými vousy a hlubokými výstřihy“ je podle autora zřejmé, že u spornosexuálů oproti metrosexuálům už nejde ani zdaleka tolik o oblečení. Spornosexualita je v jeho pojetí spojnicí mezi tělesností a smyslností, dobrými pocity a dobrým vzhledem, aktivitou a pasivitou, hrdinstvím a prostitucí. Spornosexuální muži přitom v posteli dávají přednost ženám, ale k veřejnému obdivování jejich těla je „zván“ kdokoli.
Prodělaný vývoj Simpson shrnul tak, že metrosexualitu v počátcích vyšlechtily exkluzivní časopisy, kultura celebrit ji pak vyslala do světa, ale pro dnešní generaci se hlavními hybateli staly sociální sítě, fenomén selfies a porno. „Muži pak chtějí být obdivováni pro svá těla, a ne pro své oblečení,“ uvedl Simpson. Podle něj se díky chytrým telefonům lidé mohou stát režiséry a současně hlavními hvězdami svých vlastních reality show. Např. online magazín Queerty ve shodě se Simpsonem označil za ukázkový příklad spornosexuála Dana Osbornea, účastníka britské reality show The Only Way Is Essex (TOWIE). Dalším typickým předobrazem, ba přímo ikonou spornosexuálů Simpson jmenoval fotbalistu Cristiana Ronalda, který si po jeho soudu je velmi dobře vědom pojímání svého těla coby sexuálního objektu a hodně dbá na posílení tohoto účinku.
Online deník New York Daily News v červnu 2014 citoval manhattanskou psychoterapeutku Kim Schneidermanovou, která vyjádřila pochybnost, zda je spornosexualita produktem kultury posedlé tělem a zbožňující sportovce, nebo ostrou odezvou na sílící egalitářskou kulturu s méně vyhraněnými genderovými rolemi.